# Labarthe (Gers)
Labarthe é uma comuna francesa na região administrativa de Occitânia, no departamento de Gers. Estende-se por uma área de 6,46 km². Em 2010 a comuna tinha 154 habitantes (densidade: 23,8 hab./km²).